# Алапаевские мученики
Алапа́евские му́ченики (Мученики Алапаевской ша́хты) — члены дома Романовых и близкие к ним люди, убитые представителями советской власти в ночь на 18 июля 1918 года, на следующий день после расстрела царской семьи, в 18 км от города Алапаевска у рудника Нижняя Селимская, в одну из шахт которого были сброшены их тела. 8 июня 2009 года Генеральная прокуратура России посмертно реабилитировала всех убитых под Алапаевском.
Русская православная церковь заграницей канонизировала всех убитых под Алапаевском (кроме Ф. Ремеза) в лике мучеников. Русская православная церковь причислила к лику святых только двух из них — великую княгиню Елизавету Фёдоровну и инокиню Варвару (в лике преподобномучеников).
В число лиц, убитых под Алапаевском, входят:
1. великая княгиня Елизавета Фёдоровна;
2. великий князь Сергей Михайлович;
3. князь императорской крови Иоанн Константинович;
4. князь императорской крови Константин Константинович (младший);
5. князь императорской крови Игорь Константинович;
6. князь Владимир Павлович Палей (сын великого князя Павла Александровича от его морганатического брака с Ольгой Пистолькорс);
7. Фёдор Семёнович (Михайлович) Ремез, управляющий делами великого князя Сергея Михайловича;
8. сестра Марфо-Мариинской обители Варвара (Яковлева), келейница Елизаветы Фёдоровны[2].

При этом месте в 1995 году был учреждён мужской монастырь во имя новомучеников и исповедников Церкви Русской.

## Предыстория
Членов бывшей династии Романовых — Николая Михайловича Романова, Дмитрия Константиновича Романова и Павла Александровича Романова выслать из Петрограда и его окрестностей впредь до особого распоряжения с правом свободного выбора места жительства в пределах Вологодской, Вятской и Пермской губ.
Сергея Михайловича Романова, Гавриила Константиновича Романова, Иоанна Константиновича Романова, Константина Константиновича Романова, Игоря Константиновича Романова и Владимира Павловича Палей — выслать из тех же местностей впредь до особого распоряжения с правом свободного выбора места жительства в пределах Вятской и Пермской губ.
Все вышепоименованные лица обязаны в трёхдневный срок со дня опубликования настоящего постановления явиться в Чрезвычайную Комиссию по борьбе с контрреволюцией и спекуляцией (Гороховая, 2) за получением проходных свидетельств в выбранные ими пункты постоянного местожительства и выехать по назначению в срок, назначенный Чрезвычайной Комиссиеи по борьбе с контрреволюцией и спекуляцией.
Перемена выбранного местожительства допускается с разрешения соответствующих Советов Раб., Солд. и Крест. Депутатов.
Председатель Трудовой Коммуны Г. Зиновьев.
Комиссар Внутренних Дел М. Урицкий.
Управляющий делами С. Гусев.
С первых дней прихода к власти большевики не только продолжили политику Временного правительства по уничтожению символики царского самодержавия, но и приступили к ликвидации всякой памяти о доме Романовых. К исходу февраля 1918 года политическая и экономическая ситуация в Советской России существенно ухудшилась. Началось германское наступление на всём Восточном фронте Первой мировой войны, угрожавшее Петрограду. Радикализацию народных масс, в которых и так были сильны бунтарские настроения после года революции, усиливала углубляющаяся разруха народного хозяйства. Большевистским лидерам представлялось опасным нахождение представителей императорского дома Романовых в столице, тем более в условиях приближающегося внешнего неприятеля и опасности антиправительственных выступлений внутри страны.
Историк В. М. Хрусталёв полагал, что к этому моменту лидерами большевиков был составлен план по сбору всех представителей династии Романовых на Урале, подальше от внешних опасностей — в лице Германской империи и Антанты — с одной стороны, но в таком месте, где, с другой стороны, у большевиков были сильные политические позиции и они могли бы держать ситуацию с Романовыми под своим контролем. В таком месте, как писал историк, Романовых можно было бы уничтожить, лишь найдя для этого подходящий повод. Первым, 9 марта 1918 года, по решению Советского правительства, из Петрограда в Пермь был сослан великий князь Михаил Александрович. Вслед за Михаилом 26 марта 1918 из Петрограда в Вятку были высланы князья Сергей Михайлович, три брата Иоанн, Константин и Игорь Константиновичи (дети великого князя Константина Константиновича) и Владимир Павлович, а спустя месяц переведены в «красную столицу Урала» — Екатеринбург. В начале апреля 1918 года из Москвы в Тобольск, куда Временным правительством был сослан с семьёй отрекшийся российский император, во главе вооружённого отряда отбыл комиссар Яковлев с приказом от большевистского руководства доставить Николая II в Екатеринбург.
Весной 1918 года всех Романовых, высланных на Урал из Петрограда, постоянно перемещали с одного места на другое. Судя по сохранившимся документам, перемещения эти происходили под тщательным контролем уральских большевиков, находящихся в Екатеринбурге, которых, в свою очередь, контролировало всероссийское руководство, находящееся в столицах — Петрограде и Москве.
По прибытии в апреле 1918 года в Екатеринбург ссыльные были помещены в гостинице «Атамановские номера» (в начале XXI века в здании располагалось управление ФСБ и ГУВД по Свердловской области). 7 мая 1918 года великая княгиня Елизавета Фёдоровна была арестована в Москве и выслана в Пермь, откуда позже её также перевезли в Екатеринбург и разместили в Ново-Тихвинском монастыре. Великую княгиню сопровождали её келейница Варвара (Яковлева) и монахиня Екатерина (Янышева).
После того, как 30 апреля 1918 года в Екатеринбург были доставлены бывшие царь, царица и их дочь Мария, а в середине мая из Тобольска туда же были отправлены оставшиеся члены царской семьи, уральские большевики поняли, что в городе собирается слишком большая «концентрация» Романовых и решили часть из них «рассредоточить» по другим местам — так великие князья были перемещены в Алапаевск, постановление об этом Уральского областного Совета датировано 18 мая 1918 года, а 20 мая того же года ссыльные прибыли в Алапаевск.

## Арест и смерть
В Алапаевске ссыльных разместили в местной Напольной школе на окраине города. Надзор за арестованными был возложен на Алапаевский совет рабочих и крестьянских депутатов и Чрезвычайную следственную комиссию Алапаевска. Первое время пребывания в городе режим заключения был относительно свободен. Всем заключённым были выданы удостоверения личности с правом передвижения «только по Алапаевску», для выхода из здания было достаточно уведомить разводящего караула. Им разрешалось вести переписку, посещать церковь, гулять в поле возле школы, Елизавета Фёдоровна много молилась, рисовала и вышивала. Узниками был разбит небольшой сад, где они иногда пили чай на свежем воздухе.
Поводом для ужесточения режима содержания алапаевских ссыльных стал «побег» великого князя Михаила Александровича, произошедший в ночь с 12 на 13 июня 1918 года — событие было использовано местными властями для обоснования необходимости перевода всех Романовых, сосланных на Урал, на жёсткий режим заключения. Предпринимаемые меры уральские большевики согласовывали с Москвой и Петроградом.
В Алапаевск указание об ужесточении режима поступило 21 июня 1918 года из Екатеринбурга: «было конфисковано всё их имущество — обувь, бельё, платье, подушки, золотые вещи и деньги; оставлено было только носильное платье и обувь и две смены белья…» Им были запрещены прогулки по городу и переписка, а также ограничен продовольственный паёк. При этом были высланы сестра Марфо-Мариинской обители Екатерина, сопровождавшая Елизавету Фёдоровну, два лакея и врач Гельмерсен. Немного позднее Напольную школу покинула Елена Сербская (супруга князя Иоанна Константиновича), отказавшаяся от иностранного подданства, чтобы быть рядом с мужем.

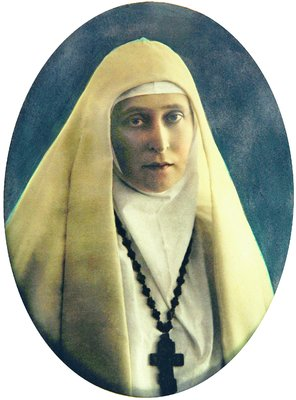
Елизавета Фёдоровна (53 года)
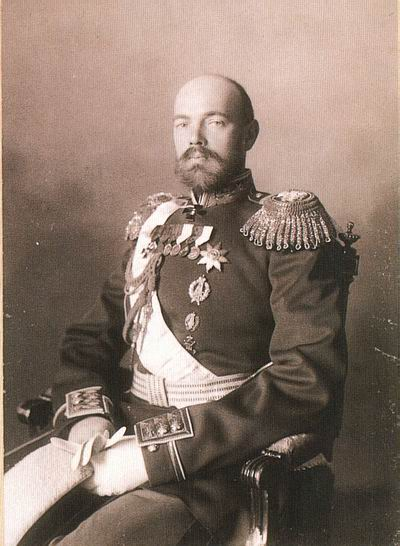
Сергей Михайлович (48 лет)
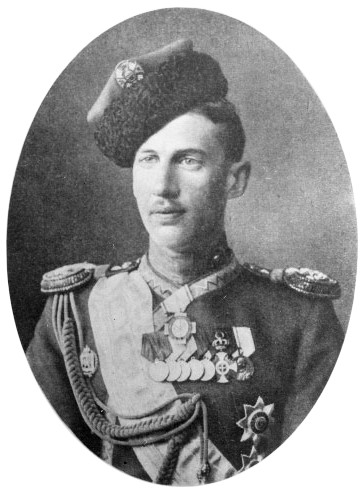
Иоанн Константинович (32 года)
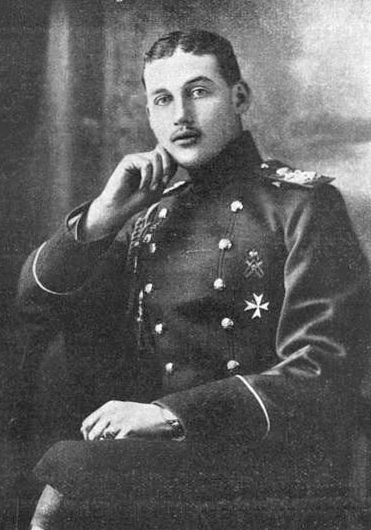
Константин Константинович (27 лет)
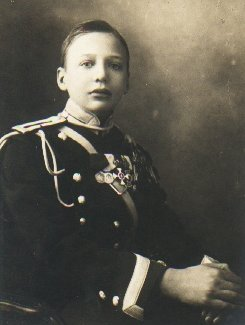
Игорь Константинович (24 года)
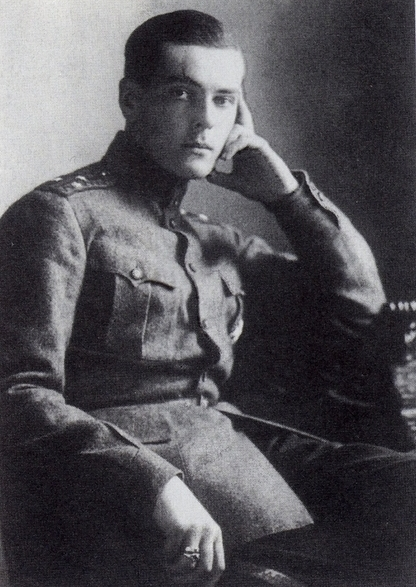
Владимир Палей (21 год)
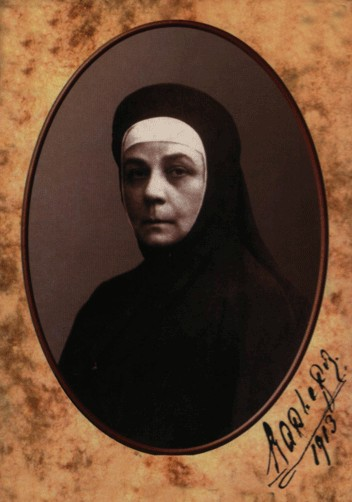
Инокиня Варвара (Яковлева) (ок. 38 лет)

В ночь на 18 июля 1918 года узники были вывезены из Напольной школы в неизвестном направлении, после чего вскоре появились сведения об их смерти.

### «Исчезновение» арестованных
В ночь на 18 июля у здания Напольной школы в третьем часу ночи началась стрельба, взрывы гранат, по тревоге был поднят красноармейский отряд, который час провёл в оцеплении вокруг здания. Затем к ним вышел комиссар А. Смольников и сообщил, что белогвардейцы похитили князей на аэроплане. Алапаевским исполкомом незамедлительно была отправлена в Екатеринбург следующая телеграмма:

Военная Екатеринбург 

Уралуправление
18 июля утром 2 часа банда неизвестных вооружённых людей напала напольную школу где помещались Великие Князья.
Во время перестрелки один бандит убит и видимо есть раненые. Князьям с прислугой удалось бежать в неизвестном направлении. Когда прибыл отряд красноармейцев бандиты бежали по направлению к лесу. Задержать не удалось. Розыски продолжаются.
Алапаевский Исполком
Абрамов  

Перминов 

Останин

На основе данной телеграммы председатель Уральского областного совета А. Г. Белобородов 18 июля сделал по телеграфу донесение Я. М. Свердлову, М. С. Урицкому и Г. Е. Зиновьеву. 26 июля было опубликовано официальное сообщение о случившемся:

«Похищение князей» 

Алапаевский исполком сообщает из Екатеринбурга о нападении утром 18 июля неизвестной банды на помещение, где содержались под стражей бывшие великие князья Игорь Константинович, Константин Константинович, Иван Константинович, Сергей Михайлович и Палей. Несмотря на сопротивление стражи, князья были похищены. Есть жертвы с обеих сторон. Поиски ведутся.
Подпись: Председ. Областного Совета Белобородов
— «Известия Пермского Губернского Исполнительного Комитета Советов Рабочих, Крестьянских и Армейских депутатов», № 145
Утром 18 июля по городу были расклеены объявления, сообщающие что князья были похищены бандой белогвардейцев, в ходе перестрелки один из похитителей был убит и двое красногвардейцев легко ранены. О судьбе великой княгини Елизаветы Фёдоровны и её келейницы в официальных сообщениях не упоминалось. Официальные органы Алапаевска и Екатеринбурга провели расследование, которое не дало результатов. В августе 1918 года в Алапаевске была проведена продажа вещей князей, как без вести пропавших.

#### Мнения об инсценировке

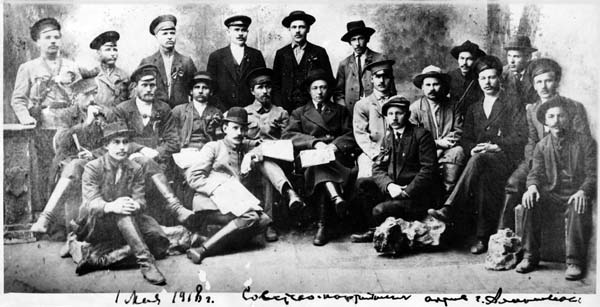
Фотография руководителей советской власти в Алапаевске, снятая в Алапаевске 1 мая 1918 года

Эмигрантские исследователи, основываясь на материалах следствия Н. А. Соколова, расценили это событие как инсценировку похищения князей. Впервые о нём писал в своих воспоминаниях Михаил Дитерихс. При подготовке материалов к канонизации новомучеников в Центре документации общественных организаций Свердловской области была найдена «Стенограмма воспоминаний партактива Алапаевского района 1917—1918 гг.» (заседание проходило 6 января 1933 года и имело цель «сохранить для истории воспоминания о парторганизации большевиков Алапаевского района в период от Февральской революции 1917 года до 1921 года»). Согласно записанным в стенограмме воспоминаниям председателя Верхне-Синячихинского совета Е. Л. Серёдкина и председателя Чрезвычайной следственной комиссии Н. П. Говырина алапаевские узники были убиты, а затем было инсценировано их похищение.

## Расследование
Вслед за переходом в конце сентября 1918 года Алапаевска под контроль адмирала Колчака по факту смерти узников было начато расследование. 11 октября 1918 года его открыл член Екатеринбургского окружного суда И. А. Сергеев, а 7 февраля 1919 года дело принял следователь по особо важным делам Омского окружного суда Н. А. Соколов (вёл также следствие по факту расстрела царской семьи).
Следствием было установлено, что в ночь на 18 июля под предлогом перевода заключённых из Алапаевска в Верхне-Синячихинский завод к зданию школы прибыла группа рабочих Невьянского и Верхне-Синячихинского заводов во главе с Петром Старцевым.

Мы вошли в здание, где содержались женщины, через незапертую дверь, разбудили их и сказали, чтобы те немедленно оделись, потому что их следовало увезти в безопасное место, потому что здесь они подвергались риску вооружённого налёта.
Они повиновались безропотно. Мы связали им руки за спину и потом завязали глаза, вывели их наружу и посадили в подводу, которая специально их ждала рядом со школой, и отправили к месту назначения.
Затем мы вошли в комнату, которую занимали мужчины. Мы сказали им то же, что и женщинам до того. Молодые великие князья Константиновичи и князь Палей также повиновались без всяких споров. Мы вывели их в коридор, завязали глаза, связали им руки за спиной и посадили в другую подводу. Мы уже ранее решили, что подводы будут двигаться порознь. Великий князь Сергей Михайлович был единственным, кто пробовал сопротивляться.
— Воспоминания Василия Рябова, одного из участников убийства

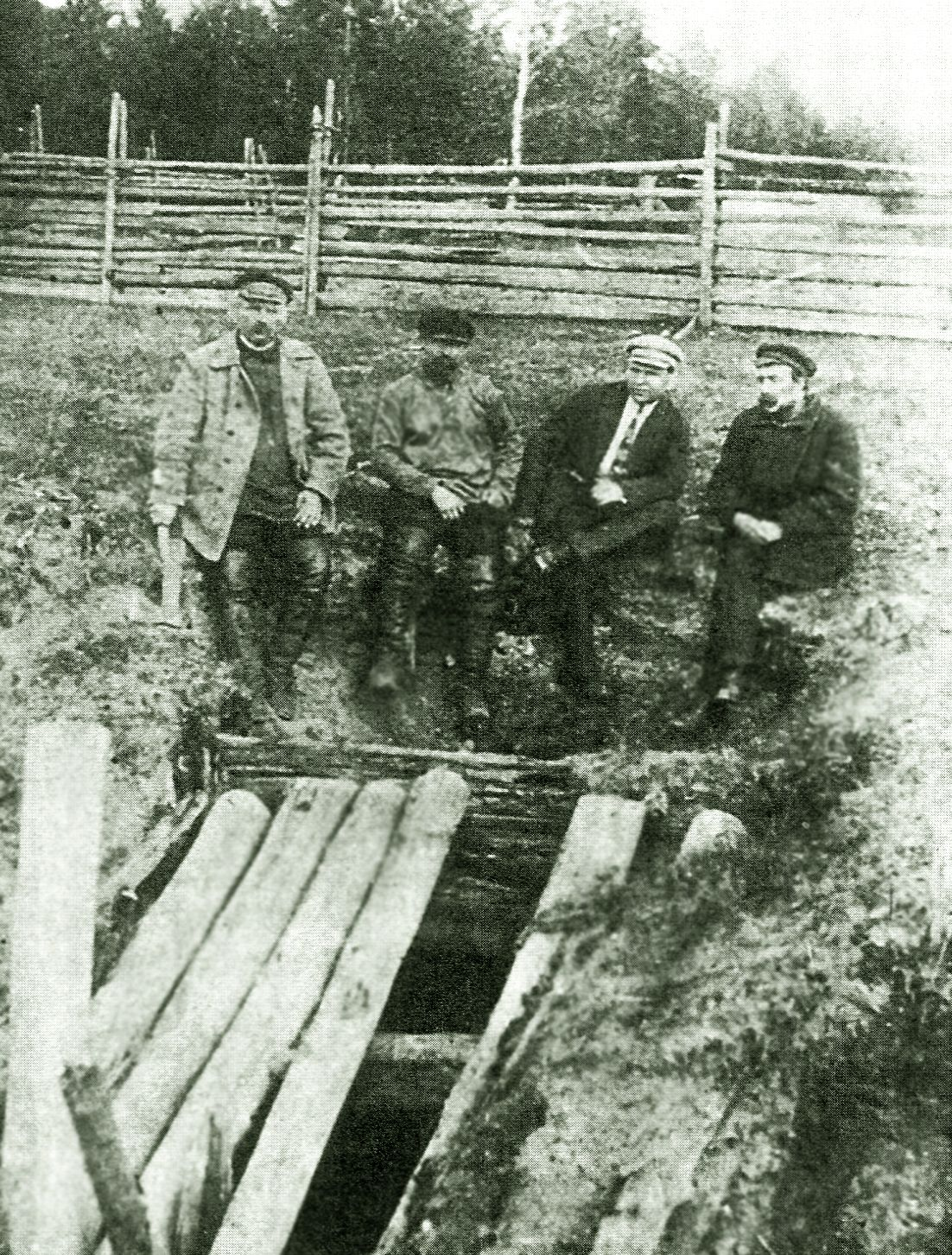
Наземный вид шахты недалеко от Алапаевска, куда были сброшены тела великих князей, 1918 год

Оказавшему сопротивление великому князю Сергею Михайловичу прострелили руку и также посадили в экипаж. Узников вывезли за город к одной из заброшенных шахт железного рудника Нижняя Селимская и после удара обухом топора по голове сбросили в шахту. Затем шахту забросали гранатами, завалили жердями, брёвнами и присыпали землёй. Когда позднее тела были извлечены из шахты, то обнаружили, что некоторые жертвы погибли практически моментально, а другие остались живы и после падения, умирая от голода и ран. Так, рана князя Иоанна, упавшего на уступ шахты возле великой княгини Елизаветы Фёдоровны, была перевязана частью её апостольника, а тела князя Палея и сестры Варвары были найдены в полусидячем положении. Окрестные крестьяне рассказывали, что несколько дней из шахты доносилось пение молитв. Участник убийства вспоминает, что после того, как в шахту была брошена первая граната, оттуда раздалось пение тропаря Кресту: «Спаси, Господи, люди Твоя, и благослови достояние Твое, победы на сопротивныя даруя, и Твое сохраняя Крестом Твоим жительство».
Другие источники утверждают, что смерть приговорённых наступила практически мгновенно, а слухи о подземных молитвах и взаимопомощи обречённых носят характёр народной легенды.
Воспоминания председателя Верхне-Синячихинского Совета Е. Л. Серёдкина и председателя Чрезвычайной следственной комиссии Н. П. Говырина подтверждают установленный колчаковским следствием факт, что узники были сброшены в шахту живыми:

Хотели спустить на дно, а на дно не попали, там был перестил, они там и остановились, в результате оказались живые. Мы хотели шахту взорвать, спустили перекселиновые…, но попали в воду. Для того, чтобы укокошить, нужно было что-то сделать, у меня были в шкафу бомбы, я дал ключ К…, чтобы он привез… /не слышно/. Потом так и зарыли. У меня в руках остался кошелёк с табаком князя…, хотел себе оставить, но потом думаю — привяжутся, бросил туда же— Воспоминания председателя Верхне-Синячихинского Совета Е. Л. Серёдкина
Также из указанной стенограммы следует, что решение о казни алапаевских узников было принято большевистской партийной организацией Алапаевска самостоятельно, без санкции Уралобкома РКП(б) и Уралоблсовета. Однако из допроса чекиста Петра Старцева, участвовавшего в убийстве, следует, что «убийство Августейших узников произошло по приказанию из Екатеринбурга, что для руководства им оттуда приезжал специально Сафаров». В связи с участием Г. И. Сафарова в организации убийства царской семьи в Екатеринбурге, следователь Н. А. Соколов делает вывод, что «и екатеринбургское и алапаевское убийства продукт одной воли одних лиц». Адвокат А. С. Матвеев, работавший с материалами об убийстве Алапаевских узников, собранными великим князем Андреем Владимировичем, писал:
«Как произошло убийство установить в точности трудно. Слишком мало осталось официальных и проверенных документов и свидетельских показаний. Их можно было бы собрать гораздо больше, если бы белая контрразведка действовала с большей осторожностью и не расстреляла без допроса многих бывших членов охраны Великих Князей».
Генеральная прокуратура России в своём Постановлении от 1998 года о прекращении уголовного дела № 18/123666-93 «О выяснении обстоятельств гибели членов Российского императорского дома и лиц из их окружения в период 1918—1919 годов» указывает поимённо 22 человека и двух неустановленных следствием рабочих Верхне-Синячихинского завода, которые организовали и исполнили в ночь с 17 на 18 июля 1918 года «умышленное убийство членов Российского императорского дома и лиц из их окружения». Среди организаторов, в частности, указаны комиссар юстиции Алапаевского Совета рабочих и крестьянских депутатов Соловьев Ефим Андреевич, председатель Алапаевской Чрезвычайной следственной комиссии Говырин Николай Павлович, члены Алапаевской чрезвычайной следственной комиссии, члены Алапаевского Совета рабочих и крестьянских депутатов и др. Среди «непосредственных исполнителей умышленного убийства» указаны председатель Алапаевского Совета рабочих и крестьянских депутатов Абрамов Григорий Павлович, члены Чрезвычайной следственной комиссии г. Алапаевска, красноармейцы и др.

### Слухи в эмиграции
Матильда Кшесинская (в будущем — жена великого князя Андрея Владимировича) в воспоминаниях писала, что в 1920 году во Франции Андрей Владимирович узнал, что «судебный следователь по особо важным делам Соколов, которому адмирал Колчак поручил следствие об убийстве Государя и всей Царской семьи в Екатеринбурге и членов Царской семьи в Алапаевске, находится в Париже. Это был единственный человек, который мог сказать, что в действительности произошло в Екатеринбурге и Алапаевске и есть ли надежда на то, что кто-нибудь спасся. Андрей просил его заехать к нему в гостиницу и позвал Гавриила Константиновича и его жену присутствовать при разговоре, так как три его брата погибли в Алапаевске».
Это интересовало Андрея Владимировича «в связи с постоянно распространяемыми в то время слухами, что они спасены, где-то спрятаны и что императрица Мария Фёдоровна об этом знает. Ответ Соколова положил конец легендам о спасении… (…) Что же касается Алапаевска, то факт убийства членов Императорского Дома был доказан: тела были все найдены в шахте, осмотрены и опознаны и Соколов тут же показал нам их фотографии. При осмотре тел был составлен точный список всего на телах найденного. Беседа с Соколовым была для нас печальной, никаких надежд больше не было, все погибли».
Соколов прислал великому князю следственное дело, и Андрей с Кшесинской почти целую ночь его переписывали.
Все мелкие вещи, найденные на телах, были адмиралом Колчаком пересланы великой княгине Ксении Александровне, которая и разослала их членам семьи по принадлежности, в частности, Кшесинская получила то, что было найдено на её «гражданском муже» великом князе Сергее Михайловиче, а именно:

- Небольшой, круглый, из самородного золота медальон с изумрудом посреди. Внутри моя фотография, довольно хорошо сохранившаяся, и кругом выгравировано: «21 августа — Маля — 25 сентября», и внутри вделанная десятикопеечная серебряная монета 1869 года, года рождения Великого Князя. Этот медальон я ему подарила много лет назад.
- Маленький золотой брелок, изображающий картофель, с цепочкой. Когда они все были молоды, они образовали с Воронцовыми и Шереметевыми так называемый «картофельный» кружок. Происхождение этого наименования туманно, но они все себя так называли, и это выражение часто встречается в Дневнике Государя при описании времени, когда он был ещё Наследником.

По получении этих предметов любые надежды на ошибку развеялись.

## История останков

### Обнаружение тел

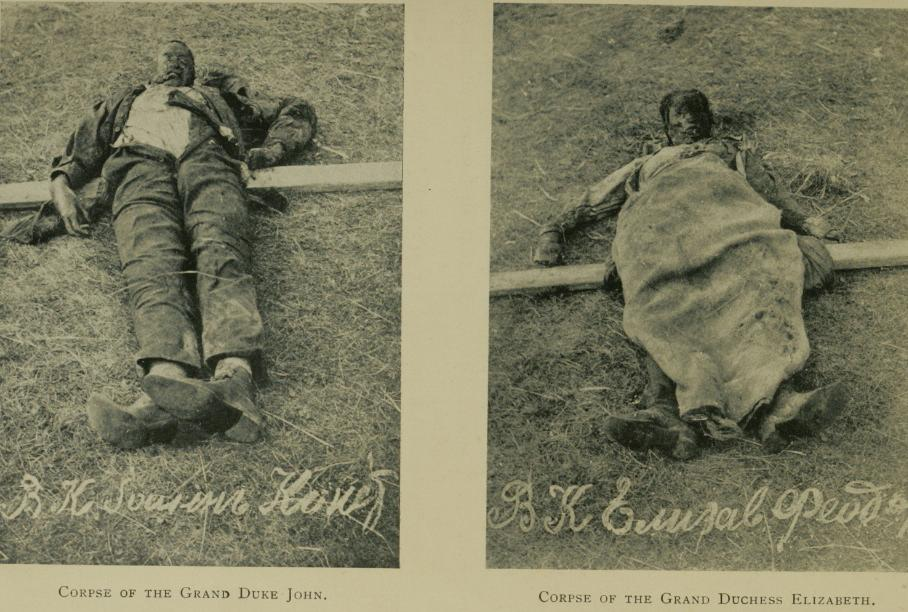
Тела Иоанна Константиновича и Елизаветы Фёдоровны

28 сентября 1918 года Алапаевск заняла армия адмирала Александра Колчака. 6 октября товарищу прокурора Н. И. Остроумову командир Тобольского полка, участвовавшего во взятии Алапаевска, сообщил, что, по его сведениям, алапаевские узники были живыми спущены за городом в шахту, которую взорвали при помощи гранат. Поручение разыскать тела убитых князей было дано старшему милиционеру Т. Мальшикову. Он смог найти свидетелей, которые «ночью 18 июля возвращались в Алапаевск по синячихинской дороге и в одиннадцать-двенадцать встретили целый „поезд“ лошадей, направляющийся в сторону Верхне-Синячихинского завода». Были начаты поиски в окрестностях Синячихинской шахты и рудника. 19 октября была найдена фуражка одного из великих князей, а затем и сами тела, которые затем в течение четырёх дней извлекали из шахты:
- 21 октября — Фёдора Ремеза;
- 22 октября — инокини Варвары и князя Владимира Палея;
- 23 октября — князей Константина Константиновича и Игоря Константиновича и великого князя Сергея Михайловича;
- 24 октября — великой княгини Елизаветы Фёдоровны и князя Иоанна Константиновича[2].

Пальцы правых рук Елизаветы Фёдоровны, инокини Варвары и князя Иоанна Константиновича были сложены для крестного знамения, на груди великой княгини был обнаружен образок Иисуса Христа, усыпанный драгоценными камнями, а в кармане пальто князя Иоанна Константиновича лежала икона, полученная в дар от Иоанна Кронштадтского.
После извлечения тел из шахты было проведено их медицинское освидетельствование и судебно-медицинское вскрытие:

По словам лиц, участвовавших в извлечении тел из шахты, только на теле Великого Князя Сергия Михайловича была огнестрельная рана в задней части головы внизу затылка; все остальные были убиты предположительно ударом тупым предметом в район виска и брошены в шахту. Тело Великой Княгини Елизаветы Феодоровны, несмотря на то, что все тела находились в шахте в течение нескольких месяцев, было найдено совершенно нетленным; на лице Великой Княгини сохранилось выражение улыбки, правая рука была сложена крестом, как бы благословляющая. Тело Князя Иоанна Константиновича тоже поддалось лишь частичному и весьма незначительному (в области груди) тлению, все остальные тела подверглись в большей или меньшей степени разложению.

Согласно результатам освидетельствования и вскрытия, все тела находились в стадии сильного гнилостного разложения, в силу чего невозможно было определить их возраст.
После вскрытия тела омыли, одели в чистые белые одежды и поместили в деревянных гробах, внутри которых были футляры из кровельного железа. Гробы были поставлены в кладбищенской церкви Алапаевска, и у них совершались панихиды и читалась Неусыпаемая Псалтирь. 31 октября собор из 13 священников отслужил у гробов заупокойную всенощную. На следующий день 1 ноября ко кладбищенской церкви отправился многолюдный крестный ход из Свято-Троицкого собора Алапаевска. Отслужили панихиду, а затем на руках перенесли гробы в собор. После совершения заупокойной литии прошло отпевание усопших. Затем тела поместили в склеп, устроенный в южной стороне алтаря Свято-Троицкого собора и замуровали вход в него кирпичом.

### Перемещение по России
С наступлением Красной Армии в июне 1919 года решено было вывезти останки из города. По ходатайству находившегося в Екатеринбурге игумена Серафима (Кузнецова), настоятеля Серафимо-Алексеевского скита Белогорского Свято-Николаевского монастыря, генерал М. К. Дитерихс получил от адмирала Колчака разрешение на перевозку гробов. 14 июля 1919 года восемь гробов поместили в товарный вагон для отправки в Читу. Сопровождал тела игумен Серафим (Кузнецов) с двумя послушниками Серафимом Гневашевым и Максимом Канунниковым. По воспоминаниям игумена Серафима, записанным княгиней М. А. Путятиной (в монашестве — Серафима), племянницей последнего Императорского посланника в Китае, в пути стояла жара и

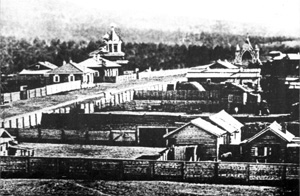
Читинский Богородицкий монастырь

Из щелей пяти гробов постоянно сочилась жидкость, распространявшая ужасный смрад. Поезд часто останавливался среди поля, тогда они собирали траву и вытирали ею гробы. Жидкость же, вытекавшая из гроба Великой Княгини, благоухала, и они бережно собирали её как святыню в бутылочки.

В Читу состав пришёл 30 августа. Гробы при содействии атамана Григория Семёнова перевезли в Богородицкий (Покровский) женский монастырь, где поместили под полом кельи, в которой поселился игумен Серафим.
5 марта 1920 года по указанию генерала Дитерихса и при поддержке атамана Семёнова гробы были вывезены из Читы и отправлены в Китай. Материальную помощь в перевозке оказала бывшая жена атамана Семёнова Мария Михайловна, получившая при разводе отступное в виде золотых слитков, которыми и была оплачена перевозка.

### Вывоз за границу
До станции Хайлар игумен Серафим ехал без какой-либо охраны, но по прибытии на станцию оказалось, что власть в городе перешла в руки большевиков, которые захватили его вагон:

вскрыли гроб Иоанна Константиновича и хотели над всеми совершить надругание. Но мне удалось быстро попросить китайского командующего войсками, который немедленно послал свои войска, которые отобрали вагон в тот самый момент, когда они вскрывали первый гроб. С этого момента я с гробами находился под охраной китайских и японских военных властей, которые отнеслись весьма сочувственно, охраняли меня на месте и во время пути до Пекина…
— Воспоминания игумена Серафима (Кузнецова)
В начале марта тела прибыли в Харбин, их встретил епископ Камчатский Нестор (Анисимов), а позднее в город прибыл князь Николай Кудашев, последний императорский посланник в Китае. При нём гробы были вскрыты для опознания и был составлен протокол. Позднее князь вспоминал, что все тела, кроме Елизаветы Фёдоровны, были в состоянии полного разложения:

Гробы открыли и поставили в русской церкви. Когда я вошёл в неё, мне чуть не стало дурно, а потом была сильная рвота. Великая Княгиня лежала как живая и совсем не изменилась с того дня, как я перед отъездом в Пекин прощался с ней в Москве, только на одной стороне лица был большой кровоподтёк от удара при падении в шахту.

8 апреля поезд выехал из Харбина в Мукден, откуда 13 апреля направился в Пекин. Начальник Русской духовной миссии, архиепископ Иннокентий (Фигуровский) был предупреждён архиепископом Оренбургским Мефодием (Герасимовым), находившимся в эмиграции в Харбине, о прибытии тел и начал переговоры о возможности их погребения на территории Духовной миссии. Однако Российское посольство не проявило участия в решении данного вопроса и, в связи с действовавшим в то время запретом китайских властей на внос мёртвых тел в Пекин, было принято решение об их погребении на кладбище Русской духовной миссии за городской чертой.

#### Судьба останков в Китае
16 апреля 1920 года на вокзале Пекина гробы были встречены крестным ходом и перенесены в церковь Серафима Саровского на кладбище, располагавшемся к северу от территории Русской духовной миссии за Аньдинмыньскими воротами в 2 км от города. После совершения заупокойного богослужения 8 гробов опечатали печатями Русской духовной миссии и разместили в одном из склепов на территории кладбища. Вскоре на деньги атамана Г. М. Семёнова под амвоном церкви был устроен склеп, в который и поместили тела алапаевских мучеников. В ноябре 1920 года тела Елизаветы Фёдоровны и её келейницы Варвары были вывезены в Иерусалим.
Перед отъездом игумен Серафим отдал ключи от склепа епископу Иннокентию, начальнику духовной миссии. По воспоминаниям, вскоре о погребении великих князей практически забыли:

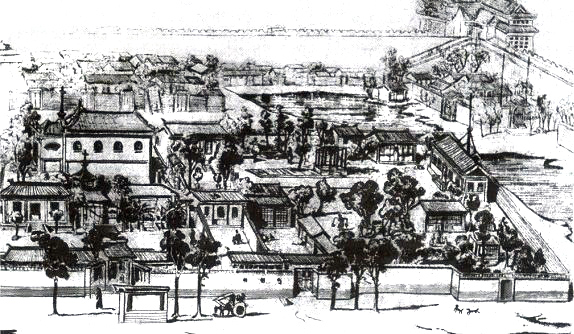
Вид северного подворья Российской духовной миссии в Пекине

Старые гробы Великих Князей — простые железные ящики. Железо во многих местах проржавело. Портреты на гробах Вел. Кн. Сергея Михайловича и Иоанна Константиновича наполовину истлели. На всех гробах простые медные дощечки с именами усопших. На гробе кн. Палей стёршаяся надпись. Видны только слова «…от мамы».
В склепе душно и чувствуется сильно запах тления. В железных тройных гробах, закрытых наглухо, тление тел совершается медленно.
Вся забота о них велась исключительно Пекинской Духовной Миссией и её митрополитом. При церкви, для наблюдения за кладбищем и могилами Великих Князей, митрополитом наняты два русских сторожа.
— газета «Заря». Харбин. 1931. № 33
К 1930 году церковь полностью обветшала: «штукатурка обвалилась, крыша стала сильно протекать, деревянный пол прогнил и осел. Гробы Алапаевских мучеников тоже требовали немедленной замены их новыми». Был организован сбор денег, но поступления были минимальные. Удалось лишь изготовить новые гробы, куда переложили тела князей, вновь вернув их в склеп. По свидетельству врача бывшей Императорской Дипломатической миссии в Пекине, Петра Судакова, который присутствовал при перенесении останков в новые гробы, тела хорошо сохранились, поскольку были забальзамированы, лица покойных были узнаваемы. Только тело Владимира Палея, по желанию его матери, было предано земле в одном из склепов кладбища духовной миссии.

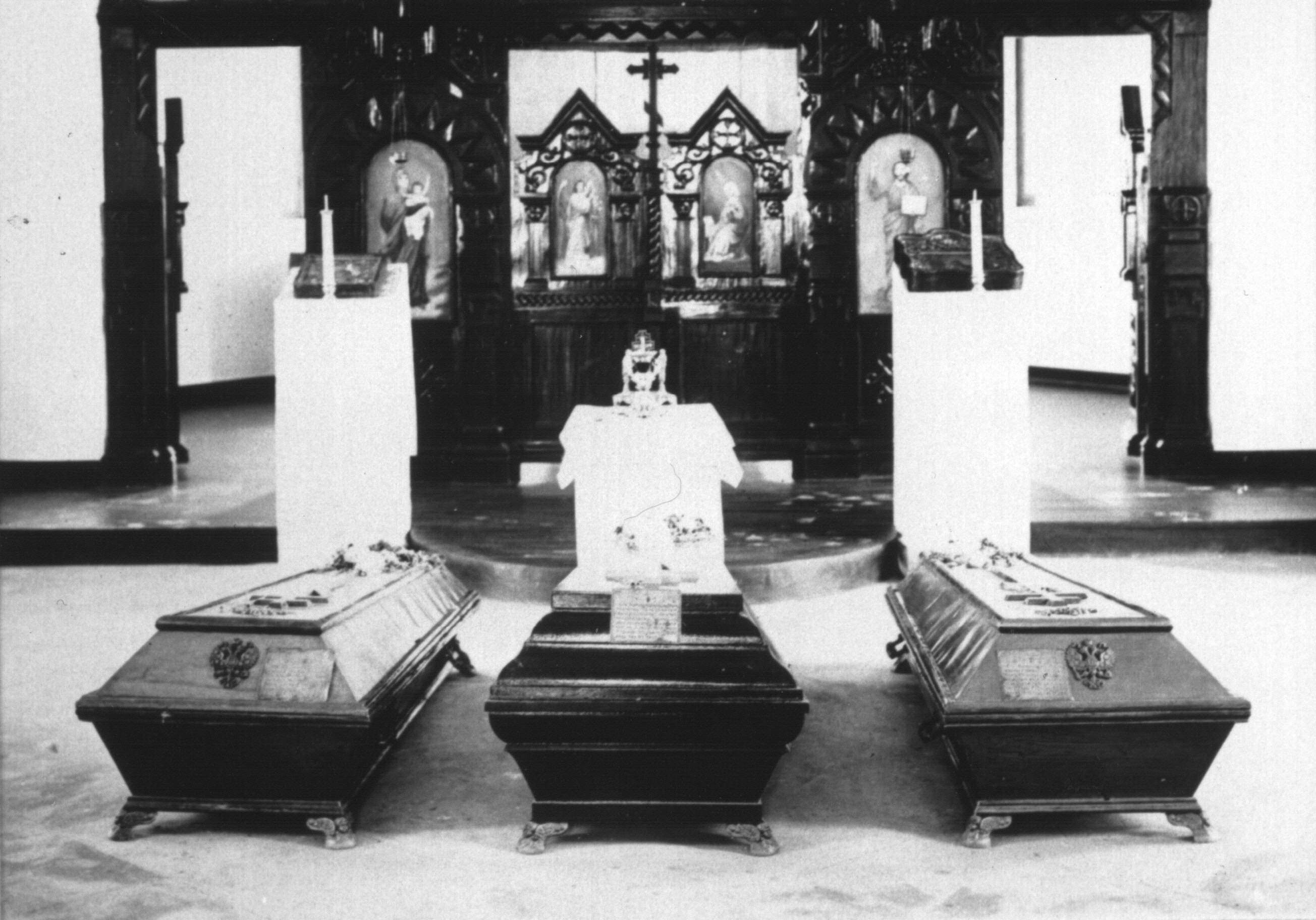
Гробы с телами великого князя Сергея Михайловича, князей Иоанна и Константина Константиновичей в склепе храма во имя Всех Святых Мучеников

В 1938 году после оккупации Китая Японией архиепископ Виктор (Святин) получил разрешение пекинских властей на перенос гробов Алапаевских мучеников в склеп храма во имя Всех Святых Мучеников на территории Русской духовной миссии. В 1947 году, в связи с угрозой прихода к власти коммунистического режима, с разрешения архиепископа Виктора наместник Успенского монастыря при Духовной миссии архимандрит Гавриил и иеромонах Николай, под предлогом ремонта храма, совершили захоронение останков Алапаевских мучеников под полом придела апостола Симона Зилота. Позднее иеромонах Николай писал: «Могилу покрыли каменными плитами — 4 аршина длины, ¾ аршины ширины и 3 вершка толщины примерно. Плиты покрыли песком и зацементировали; сверху положили искусственные плиты 8х8 вершков, коими выложен весь пол храма, и залили, соединили цементом. Никаких внешних признаков могилы в храме нет».
В 1945 году храм Святых Мучеников перешёл в юрисдикцию Русской православной церкви, но в 1954 году, после перехода земель Духовной миссии в распоряжение советского посольства, его закрыли. В 1957 году по распоряжению посла СССР в КНР П. Ф. Юдина храм снесли, и на его месте разместили детскую площадку и постройки посольства.
В период с 22 по 25 февраля 2005 года на территории посольства России в Пекине были проведены работы по поиску месторасположения фундамента храма Всех Святых Мучеников. Они установили возможное местонахождения подземного склепа, а также из свидетельств рабочих, участвовавших в сносе храма, выяснили, что останки не были тронуты и при сносе здания их засыпали землёй. В настоящий момент останки, не считая тел Елизаветы Фёдоровны и сестры Варвары (см. ниже), остаются утраченными.
Вместе с тем, согласно сведениям, содержащимся в письме епископа Пекинского Василия на имя Святейшего Патриарха Алексия, при закрытии храмов на территории Бэйгуаня все мощи были перенесены в Серафимовский храм на православном кладбище г. Пекина. Позднее это кладбище было реконструировано в Парк Озера молодёжи — возможно, останки алапаевских мучеников находятся там под площадкой для игры в гольф, где ранее стоял Серафимовский храм.

#### Перенесение останков Елизаветы Фёдоровны и сестры Варвары в Иерусалим

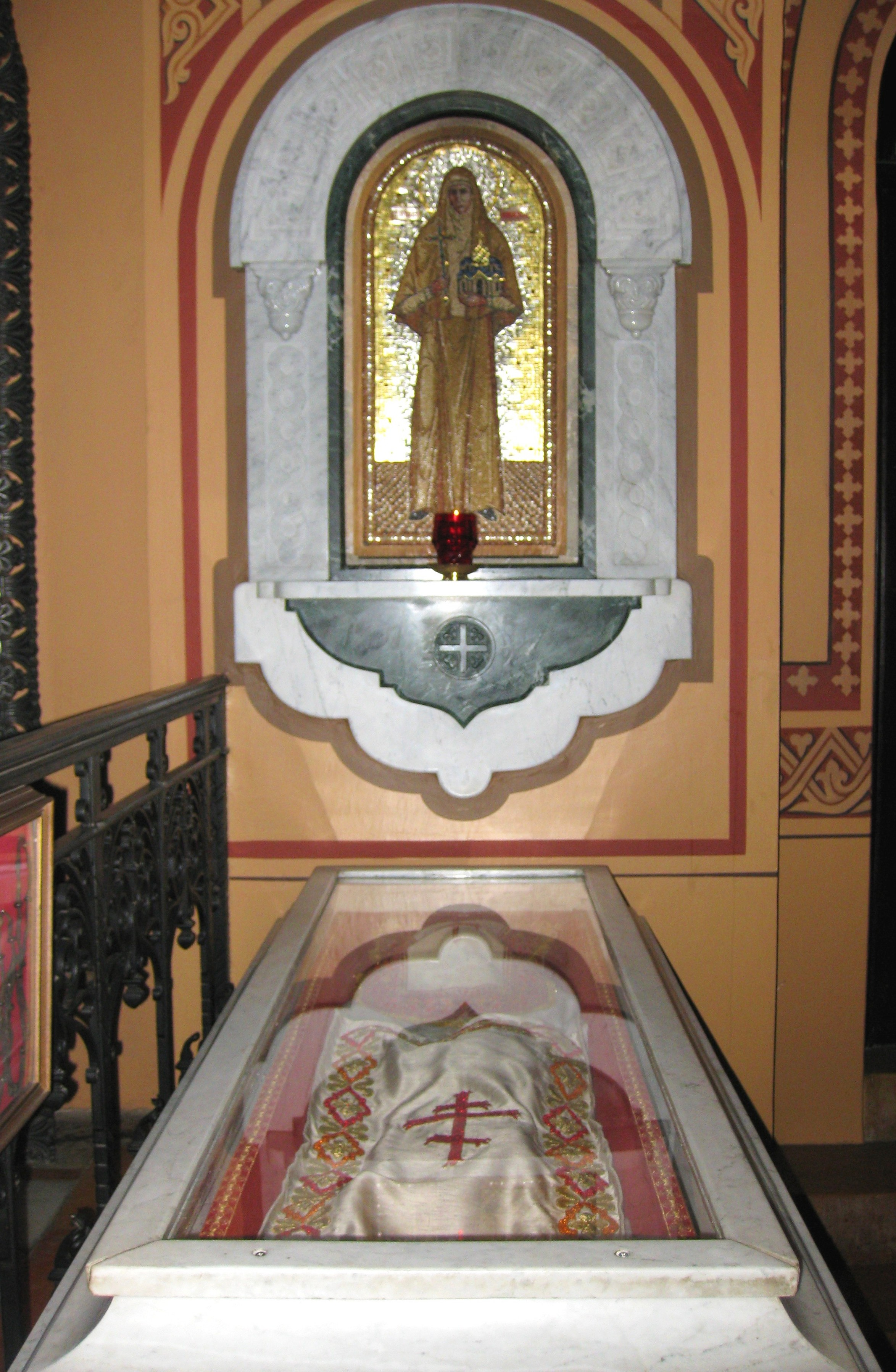
Рака с мощами святой Елизаветы

В ноябре 1920 года по желанию сестры Елизаветы Фёдоровны, принцессы Виктории Баттенбергской, и исполняя её собственное желание быть похороненной в Святой земле, из Пекина два гроба (великой княгини Елизаветы и сестры Варвары) были перевезены в Тяньцзинь, затем в Шанхай, а оттуда морем, через Суэцкий канал в Порт-Саид (Египет) и затем в Иерусалим. Гробы сопровождал игумен Серафим (Кузнецов), в Порт-Саиде к нему присоединились принцесса Виктория с супругом Людвигом и дочерью Луизой. 28 января 1921 года в Иерусалиме тела мучениц были торжественно встречены греческим и русским духовенством, а также многочисленными русскими эмигрантами. Гробы на автомобилях повезли в город, по дороге их встретил крестный ход монахинь Горненского и Елеонского монастырей.
Тела были привезены в церковь Равноапостольной Марии Магдалины в Гефсимании. Два дня при них служились панихиды, а 30 января Иерусалимский патриарх Дамиан совершил заупокойную литургию и на великом входе прочёл разрешительную молитву погибшим, а затем после панихиды гробы поместили в склеп, устроенный в крипте церкви. После прославления РПЦЗ княгини и инокини в лике святых 1 мая 1982 года, в день празднования Недели святых жен-мироносиц, их мощи были перенесены из крипты в храм.

## Канонизация и реабилитация
1 ноября 1981 года Алапаевские мученики (исключая Ф. М. Ремеза) были канонизированы Русской православной церковью заграницей.
Елизавета Фёдоровна и инокиня Варвара прославлены Архиерейским собором Русской православной церкви 1992 года как преподобномученицы, хотя Елизавета монашеского пострига не принимала. В соборном деянии сказано:

Великая княгиня Елизавета, основательница Марфо-Мариинской обители в Москве, посвятила свою благочестивую христианскую жизнь благотворительности, помощи бедным и больным. Вместе со своей келейницей инокиней Варварой она приняла мученический венец в день Преподобного Сергия Радонежского — 5 июля (старого стиля) 1918 года.
— Деяние о канонизации Великой княгини Елизаветы и инокини Варвары
Вопрос о канонизации остальных мучеников Алапаевской шахты в РПЦ не обсуждался.
27 марта 2009 года Мария Владимировна Романова подала через своего адвоката заявление в Генеральную прокуратуру России о реабилитации родственников последнего русского царя Николая II. В своём заявлении агентству «Интерфакс» адвокат сообщил: «Великая княгиня Мария Владимировна считает, что все указанные члены российского императорского дома стали жертвами произвола тоталитарного государства и подверглись политическим репрессиям по социальным, классовым и религиозным признакам». 8 июня 2009 года Генеральная прокуратура приняла решение о реабилитации членов семьи Романовых и их близких лиц. В официальном сообщении указано, что анализ архивных документов «позволяет сделать вывод о том, что все вышеперечисленные лица подверглись репрессии в виде ареста, высылки и нахождения под надзором органов ЧК без предъявления обвинения в совершении конкретного преступления по классовым и социальным признакам».

## В культуре
- Фильм «Государственная граница. Восточный рубеж»: показано поклонение белогвардейцев мощам в Пекине.